# Oeding (Südlohn)
Oeding ist ein Ortsteil der Gemeinde Südlohn im Kreis Borken in Nordrhein-Westfalen. Bis 1969 bildete Oeding eine eigenständige Gemeinde im Altkreis Ahaus. In Oeding befindet sich das Rathaus der Gemeinde Südlohn.

## Geografie
Oeding liegt im Westen der Gemeinde Südlohn an der deutsch-niederländischen Grenze. Die ehemalige Gemeinde Oeding besaß eine Fläche von 20 km². Sie umfasste das Dorf Oeding sowie die Bauerschaften Nichtern und Oeding.

## Geschichte
Die Geschichte von Oeding geht auf die 1147 erstmals urkundlich erwähnte Bauerschaft Nichtern mit ihrem Haupthof Oeding zurück. Im Jahre 1353 wurde der Haupthof Oeding, auf dem sich eine Burg befand, an den Fürstbischof Ludwig von Münster verkauft. Im Schutz der Burg  bildete sich eine dörfliche Siedlung. Im Laufe der Zeit gehörte Oeding über Jahrhunderte zum Hochstift Münster, seit 1803 zum Fürstentum Salm und von 1811 bis 1813 zum Kaiserreich Frankreich.
Nach der Napoleonischen Zeit fiel Oeding an Preußen und gehörte zur Bürgermeisterei Südlohn im 1816 gegründeten Kreis Ahaus. Mit der Einführung der Westfälischen Landgemeindeordnung wurde 1844 aus der Bürgermeisterei Südlohn das Amt Südlohn, das nur aus der einen Gemeinde Südlohn bestand. Im Jahre 1883 wurde das Amt Südlohn aufgehoben und die Gemeinde Südlohn in das Amt Stadtlohn eingegliedert.
Am 1. April 1907 wurde Oeding aus der Gemeinde Südlohn herausgelöst und zu einer eigenen Gemeinde erhoben. Mit der Gründung einer Weberei im gleichen Jahr begann die Industrialisierung und ein wirtschaftlicher Aufschwung.
Anders als viele der umliegenden Gemeinden, blieb Oeding im Zweiten Weltkrieg von größeren Zerstörungen verschont.
Am 1. Juli 1969 kam Oeding durch das Gesetz zur Neugliederung von Gemeinden des Landkreises Ahaus wieder zu Südlohn.
In der jüngeren Vergangenheit wurde Oeding aufgrund des Kälbermastskandales bundesweit bekannt.
Das Oedinger Zollamt stellte seine Tätigkeiten 1993 in Folge der Schengener Abkommen ein.

## Einwohnerentwicklung
| Jahr | Einwohner | Quelle |
| ---- | --------- | ------ |
| 1907 | 1308      | [ 1 ]  |
| 1910 | 1359      | [ 7 ]  |
| 1925 | 1549      | [ 8 ]  |
| 1939 | 1783      | [ 8 ]  |
| 1950 | 2143      | [ 1 ]  |
| 1969 | 2454      | [ 1 ]  |
| 2016 | 3840      | [ 9 ]  |

## Wirtschaft

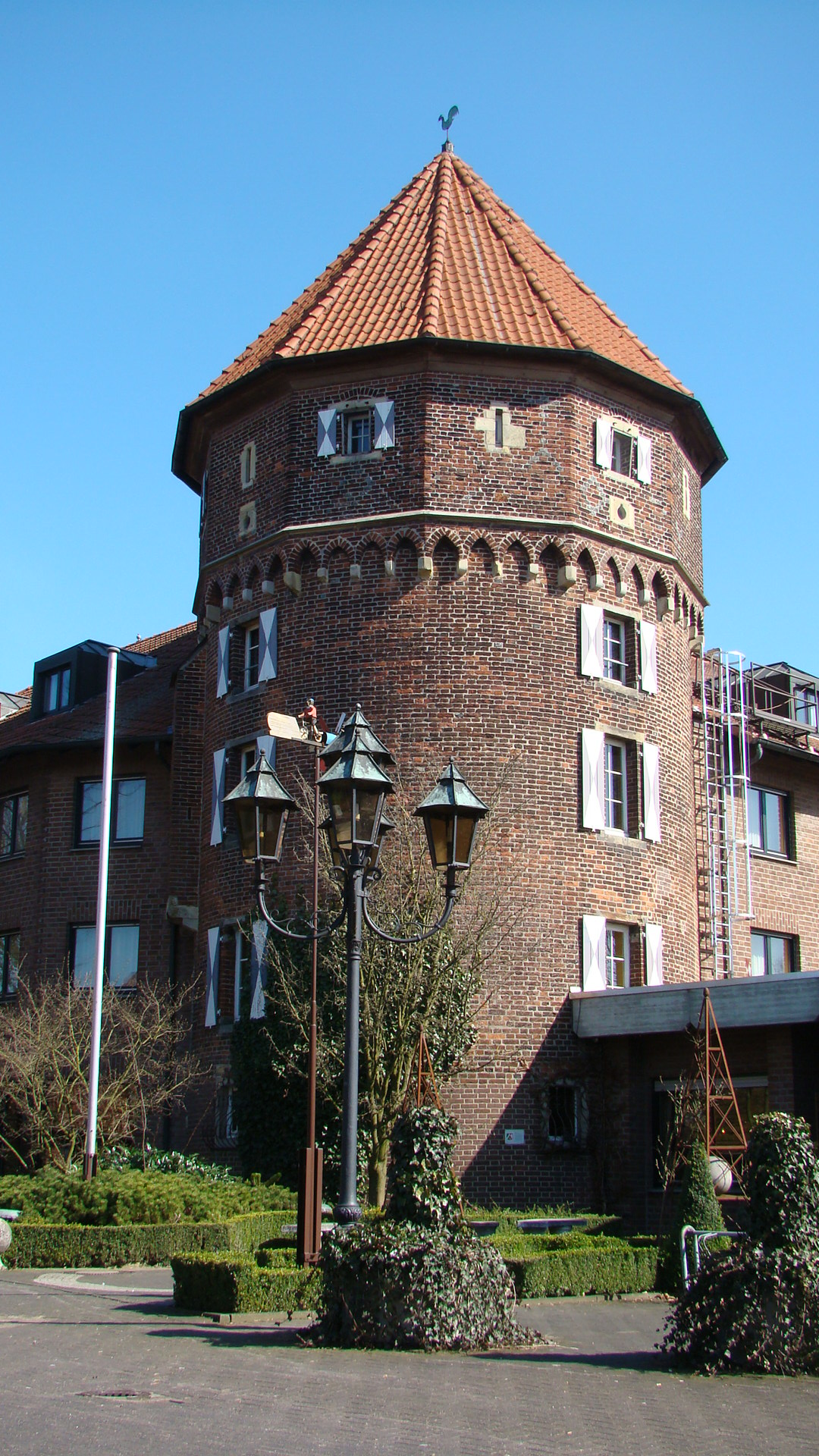
Der alte Burgturm der Burg Oeding

Die Wirtschaft des Ortes war lange Zeit hauptsächlich agrarisch geprägt. Im 19. und 20. Jahrhundert war die Textilindustrie in Oeding, wie auch andernorts im Münsterland, einer der wirtschaftlichen Tragpfeiler. Zeitweise arbeiteten bis zu 2000 Mitarbeiter bei der Gebr. Schulten GmbH & Co.kg, die z. T. mit Bussen aus den umliegenden Ortschaften nach Oeding pendelten. Mit der Abwanderung der Textilindustrie nach Asien im ausgehenden 20. Jahrhundert kam dieser Wirtschaftszweig nahezu vollständig zum Erliegen.

Heute ist die Wirtschaft geprägt vom mittelständischen Unternehmen, dem Handwerk und der Landwirtschaft. Größter Arbeitgeber des Ortes ist der Futtermittelhersteller Bewital Unternehmensgruppe (450 Mitarbeiter), gefolgt vom Fensterbauer German Windows (235 Mitarbeiter)

## Bauwerke
Bedeutende Bauwerke in Oeding sind der Burgturm der ehemaligen Burg Oeding, die römisch-katholische St.-Jakobus-Kirche sowie die evangelische Johannes-Kirche. Entlang der Grenze zu den Niederlanden befinden sich mehrere alte Grenzsteine von 1766.

## Bildung und Kultur
In Oeding befinden sich die Von-Galen-Grundschule sowie eine Zweigstelle der Bücherei Stadtlohn. Die Jakobihalle dient als Veranstaltungs- und Sporthalle. Jährlich werden in Oeding ein Bürger- und ein Bauernschützenfest abgehalten.

## Sport
Der FC Oeding hat circa 1000 Mitglieder und ist insbesondere durch seine Frauen-Fußballabteilung überregional bekannt. Die 1. Damenmannschaft spielt in der Landesliga, die 1. Herrenmannschaft in der Kreisliga A (Stand 2021). Im Jugendbereich existieren Kooperationen mit dem SC Südlohn und dem Adler Weseke. Es besteht zudem eine Badminton-Abteilung. Im Ort ansässig ist der Tennisclub Blau-Weiß Oeding.

## Verkehr
Durch Oeding verläuft in nord-südlicher Richtung die Landesstraße L 572/B 70, welche mit Bocholt und Gronau die beiden größten Kommunen im Kreis Borken verbindet. Von Osten her ist die B 525 von überregionaler wirtschaftlicher und touristischer Bedeutung. Sie schafft einen Anschluss von der A 31 in die benachbarte niederländische Provinz Gelderland.
Oeding ist durch mehrere Buslinien mit den meisten umliegenden Kommunen verbunden. Es existiert ein grenzüberschreitender Bürgerbusverkehr nach Winterswijk.
Die nächstgelegenen Bahnhöfe sind auf deutscher Seite Borken (ca. 13 km) und auf niederländischer Seite Winterswijk (ca. 8 km).